# AI 워싱
AI 워싱(AI washing)은 제품이나 서비스를 홍보할 때 인공지능(AI) 통합의 역할을 과장하는 기만적인 마케팅 전술이다. 이는 투명성, AI 산업에 대한 소비자 신뢰, 보안 규정 준수에 대한 우려를 불러일으키며, 잠재적으로 AI의 합법적 발전을 방해한다. 미국 증권거래위원회(SEC) 위원장인 게리 겐슬러는 이를 그린워싱과 비교했다. AI 워싱은 "스마트"나 "머신러닝"과 같은 제품에 붙은 유행어 사용에서 실제로 AI를 사용하지 않고도 제품이나 서비스에 AI를 사용했다고 주장하는 더 노골적인 사례까지 다양하다.
"AI 워싱"이라는 용어는 2019년 뉴욕 대학교에 있는 연구 기관인 AI 나우 인스티튜트에서 처음 정의했다. 그러나 AI 워싱 행위는 이전에도 "혁신적인" 제품이나 서비스로 고객을 유치하려는 다양한 캠페인에서 사용되었다.

## 예시

### 코카콜라
2023년 9월, 코카콜라는 Coca‑Cola® Y3000 Zero Sugar라는 새로운 제품을 출시했다. 이 회사는 Y3000 맛이 AI와 '공동 제작'되었다고 밝혔지만, AI가 그 과정에 어떻게 관여했는지에 대한 실제 설명은 하지 않았다. 이 회사는 제품 제작에 AI가 관여했다는 증거가 없어 AI 세척을 했다는 비난을 받았다. 비평가들은 AI가 실제 제품 제작에 사용된 것보다 소비자의 관심을 끌기 위한 수단으로 사용되었다고 생각한다.